# Fulgens Corona

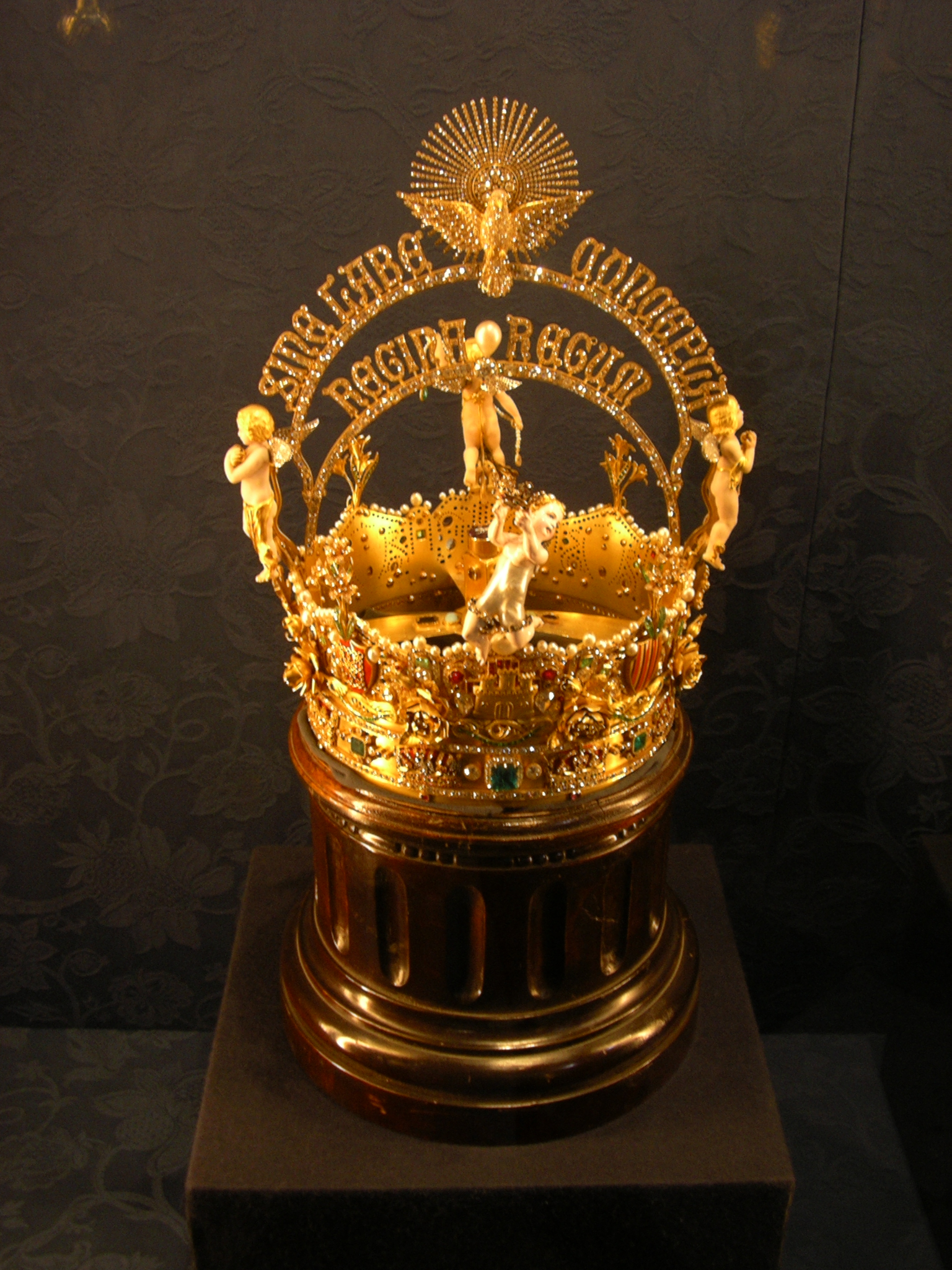
Mariakroon in de schatkamer van de Kathedraal van Sevilla

Fulgens Corona (Latijn voor De stralende (ere)kroon) is een encycliek van paus Pius XII, uitgevaardigd op 8 september 1953, waarin de paus het komende jaar (1954) uitriep tot Mariajaar ter gedachtenis aan de honderdste verjaardag van het dogma fidei van de Onbevlekte Ontvangenis van Maria.

## Inleiding
Paus Pius XII had een bijzondere toewijding tot Maria. Hij had zijn pontificaat onder de bijzondere bescherming van de Heilige Maagd geplaatst. Hij had - als net gewijd priester - zijn eerste mis opgedragen in de Santa Maria Maggiore en zijn bisschopswijding viel samen met de verschijning van Maria aan de herderskinderen van Fátima. Deze laatste coincidentie werd door de paus opgevat als een extra teken dat zijn leven onder de bijzondere bescherming van Maria stond. In het Heilig Jaar 1950 had Pius - met de apostolische constitutie Munificentissimus Deus al het dogma fidei van de Tenhemelopneming van Maria afgekondigd. Nu wilde Pius XII het jaar 1954 maken tot een klein Heilig Jaar, een Mariajaar, omdat het in dat jaar precies honderd jaar geleden was dat paus Pius IX, met de pauselijke bul Ineffabilis Deus, de Onbevlekte Ontvangenis van Maria had afgekondigd:
De stralende erekroon, waarmede God het allerzuiverste voorhoofd van de maagdelijke Moeder Gods heeft omkranst, neemt voor Ons nog in luister toe, wanneer Wij Ons de dag herinneren, dat honderd jaren geleden Onze Voorganger Pius IX zaliger gedachtenis omringd door een groot aantal kardinalen en bisschoppen, met onfeilbaar apostolisch gezag verklaarde, verkondigde en plechtig bepaalde: "dat de leer, welke inhoudt, dat de allerzaligste Maagd Maria in het eerste ogenblik van haar ontvangenis door een bijzondere genade en voorrecht van de almachtige God, met het oog op de verdiensten van Jezus Christus, de Verlosser van het menselijk geslacht, tegen alle smet der erfschuld door vrijwaring immuun is gebleven door God is geopenbaard en derhalve door alle gelovigen vast en standvastig moet worden geloofd.
De paus stelt dat Maria zelf, vier jaar na deze afkondiging, het dogma heeft willen bevestigen, door in Lourdes te verschijnen en bij de Grot van Massabielle aan de Heilige Bernadette Soubirous te zeggen: Ik ben de onbevlekte ontvangenis. En - aldus de paus - alle mirakelen die sindsdien in Lourdes zijn geschied zijn een bewijs dat de Katholieke godsdienst de enige door God geopenbaarde en gewilde godsdienst is.

## De leer van de Kerk
Hierna geeft de paus een overzicht van de leer van de kerk ten aanzien van Maria. De paus benadrukt nog eens dat het feit dat Maria vrij van erfzonden geboren is, al gelezen kan worden in de Bijbelse formuleringen dat zij vol van genade en de gezegende onder de vrouwen is, formuleringen waaruit zou blijken dat zij nooit deel gehad heeft aan de vloek die na de zondeval over de mensen is gekomen. Dit gezichtspunt is volgens de paus ook al door de kerkvaders ingenomen. Ook citeert de paus de Vlaamse Jezuïet Cornelius a Lapide, die gezegd heeft: De Heilige Maagd... is de Moeder van God, derhalve is Zij de zuiverste en heiligste, in deze zin, dat er onder God geen grotere zuiverheid denkbaar is Hierna verdedigt de paus de Mariaverering nog tegen de protestanten, die - aldus de paus - ten onrechte menen dat de verering van Maria ten koste gaat van de cultus die de mens alleen aan God en Jezus verschuldigd is, terwijl juist het eerbetoon aan Maria strekt tot glorie van haar goddelijke zoon.

## Het Mariajaar
Hierna kondigt de paus het Mariajaar aan, dat zal lopen van december 1953 tot december van het jaar daarop. De paus roept de bisschoppen op om alle aan hun zorgen toevertrouwde gelovigen aan te sporen het Mariajaar te vieren. Daartoe moeten er in alle bisdommen lezingen en toespraken over Maria gehouden worden, er moeten in alle kerken specialen gebedsbijeenkomsten tot Maria worden georganiseerd, en pelgrimages naar Maria-bedevaartsoorden dienen te worden gestimuleerd. De gelovigen, die aldus vaak in aanbidding van Maria bijeen zullen zijn, worden opgeroepen te bidden voor speciale intenties:
Allen moeten de Goddelijke Moeder smekend bidden om brood voor de hongerigen, gerechtigheid voor de onderdrukten, terugkeer naar het vaderland voor de verbannenen, een gastvrij onderdak voor de ontheemden ; om vrijlating voor hen, die onrechtvaardig in de gevangenis zijn geworpen of in hechtenis genomen, om de vurig verlangde terugkeer naar hun woonplaatsen voor allen, die zoveel jaren na het einde van de oorlog nog steeds in krijgsgevangenschap zuchten ; voor de blinden naar ziel en lichaam de vreugde van het stralend licht ; en voor allen, die door haat, nijd en tweedracht van elkaar gescheiden zijn, de broederlijke liefde en die eendracht en vredelievende samenwerking, die berust op waarheid, rechtvaardigheid en wederzijdse hulpvaardigheid.
Daarnaast wordt ook de vrijheid van de Katholieke Kerk door de paus als speciale gebedsintentie aanbevolen. Het bidden voor de wereldvrede is daarnaast een intentie die de paus aan alle gelovigen opdraagt.
Het Mariajaar werd inderdaad over de gehele wereld gevierd. De paus zelf stelde in 1954 - met de encycliek Ad Caeli Reginam de liturgische gedachtenis van Maria Koningin in.